# José Joaquim Rodrigues de Freitas
José Joaquim Rodrigues de Freitas (Porto, 24 de janeiro de 1840 — Porto, 27 de julho de 1896) foi professor catedrático, escritor, jornalista e político português.

## Biografia

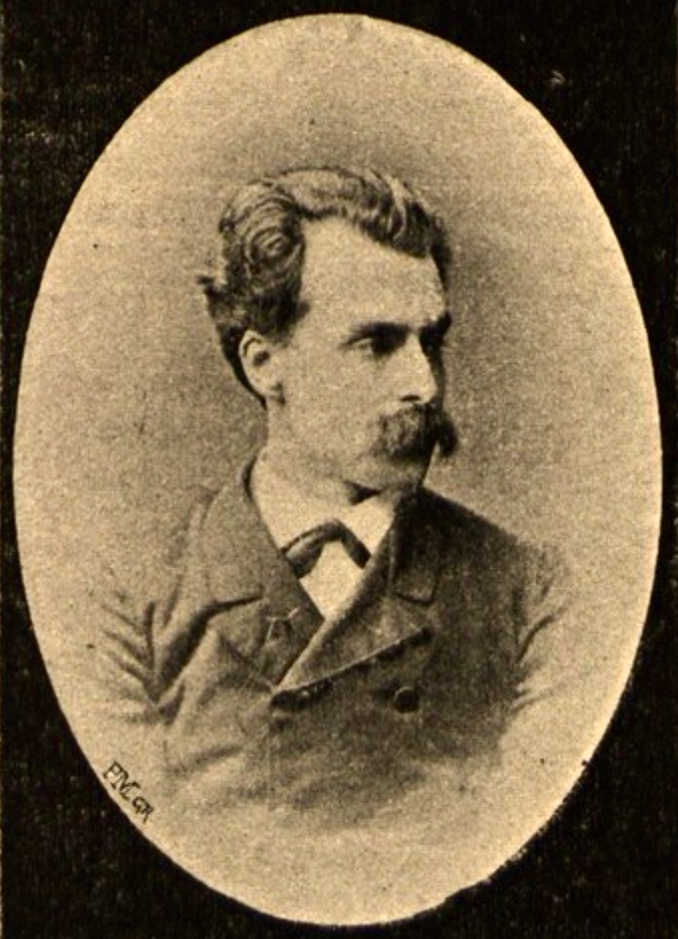
Rodrigues de Freitas aos 22 anos (Semanário Ilustrado Branco e Negro, 1896).

Rodrigues de Freitas formou-se em Engenharia pela Academia Politécnica do Porto, onde chegou ao lugar de "lente proprietário" (topo da carreira) com apenas 27 anos.
Notabilizou-se pela sua carreira política, ligada aos ideais republicanos e socialistas, sendo um dos homens ligados à organização do Partido Republicano Português. Revelou também uma certa simpatia pelas ideias do socialismo reformista. Foi o primeiro deputado do Partido Republicano às Câmaras, pelo Porto, entre 1870 e 1874. Voltou a ser deputado de 1879 a 1881, de 1884 a 1887 e de 1890 a 1893. Pertenceu à Maçonaria.
Da sua obra, como escritor e jornalista, salientam-se A Igreja, Cavour e Portugal, Princípios de Economia Política e Páginas Soltas, compilação de vários dos seus artigos soltos foram reunidos, postumamente, em 1906,  com prefácio de Carolina Michaëlis e Duarte Leite. Também teve colaboração na revista  Renascença  (1878-1879?), Galeria Republicana(1882-1883) e, postumamente, na revista Princípio (1930). Actualmente o seu nome é hoje recordado na Escola Secundária Rodrigues de Freitas (antigo Liceu de D. Manuel II), no Porto.